# Michel Vaucaire
Michel Vaucaire (Brissago, 3 agosto 1904 – Saint-Denis, 18 giugno 1980) è stato un paroliere francese.

## Biografia
Figlio dello scrittore Maurice Vaucaire e frequente collaboratore di Charles Dumont, ottenne il successo grazie ai testi di Non, je ne regrette rien, resa popolare da Edith Piaf nel 1960. Insieme a Dumont scrisse anche la canzone Le mur, sul Muro di Berlino; originariamente la canzone avrebbe dovuto essere cantata da Piaf, ma dopo la sua morte fu Barbra Streisand a incidere il brano per la prima volta nell'album Je m'appelle Barbra (1966).
Fu sposato con la cantante Cora Vaucaire fino alla morte nel 1980.